# Cassano delle Murge
Cassano delle Murge è un comune italiano di 15 182 abitanti della città metropolitana di Bari in Puglia. 
Il comune è noto soprattutto per la presenza, nel suo territorio, della foresta Mercadante, una vasta pineta attrezzata risalente al 1928, quando fu realizzata allo scopo di evitare il dissesto idrogeologico della Murgia. Fa parte del Parco nazionale dell'Alta Murgia, inoltre il comune ha fatto parte anche della Comunità montana della Murgia Barese Sud-Est

## Geografia fisica

### Clima
Il clima di Cassano delle Murge è di tipo mediterraneo fresco, con inverni non molto freddi ed estati calde e asciutte. Le precipitazioni si attestano intorno ai 700 mm/annui, quindi in genere abbondanti in inverno, autunno e in primavera e scarse in estate, da luglio fino a settembre, anche se non mancano temporali pomeridiani. La neve cade quasi esclusivamente a gennaio e febbraio, durante le ondate di aria fredda proveniente dai Balcani o dal nord Europa. In inverno il vento prevalente è lo scirocco o il libeccio.
| Cassano delle Murge (1971-2000) | Mesi        | Mesi        | Mesi        | Mesi        | Mesi        | Mesi        | Mesi        | Mesi        | Mesi        | Mesi        | Mesi        | Mesi        | Stagioni | Stagioni | Stagioni | Stagioni | Anno  |
| Cassano delle Murge (1971-2000) | Gen         | Feb         | Mar         | Apr         | Mag         | Giu         | Lug         | Ago         | Set         | Ott         | Nov         | Dic         | Inv      | Pri      | Est      | Aut      | Anno  |
| ------------------------------- | ----------- | ----------- | ----------- | ----------- | ----------- | ----------- | ----------- | ----------- | ----------- | ----------- | ----------- | ----------- | -------- | -------- | -------- | -------- | ----- |
| T. max. media (°C)              | 10,2        | 10,6        | 13,1        | 16,5        | 22,2        | 26,9        | 29,8        | 29,6        | 25,3        | 19,8        | 14,4        | 11,3        | 10,7     | 17,3     | 28,8     | 19,8     | 19,1  |
| T. min. media (°C)              | 2,2         | 2,1         | 3,6         | 5,8         | 10,1        | 14,0        | 16,6        | 16,7        | 13,6        | 10,3        | 6,1         | 3,4         | 2,6      | 6,5      | 15,8     | 10,0     | 8,7   |
| T. max. assoluta (°C)           | 18,4 (1986) | 21,4 (1990) | 23,6 (1990) | 28,4 (1983) | 34,2 (1994) | 40,8 (1982) | 41,8 (1988) | 40,2 (2000) | 36,2 (1975) | 32,2 (1981) | 23,8 (1990) | 20,0 (1979) | 21,4     | 34,2     | 41,8     | 36,2     | 41,8  |
| T. min. assoluta (°C)           | −9,8 (1985) | −9,4 (1993) | −8,2 (1987) | −2,8 (1988) | 1,4 (1989)  | 7,0 (1980)  | 9,0 (1980)  | 8,6 (1976)  | 4,6 (1976)  | −0,6 (1972) | −5,2 (1972) | −7,2 (1976) | −9,8     | −8,2     | 7,0      | −5,2     | −9,8  |
| Giorni di calura (Tmax ≥ 30 °C) | 0           | 0           | 0           | 0           | 0           | 6           | 15          | 15          | 3           | 0           | 0           | 0           | 0        | 0        | 36       | 3        | 39    |
| Giorni di gelo (Tmin ≤ 0 °C)    | 8           | 8           | 4           | 1           | 0           | 0           | 0           | 0           | 0           | 0           | 2           | 5           | 21       | 5        | 0        | 2        | 28    |
| Precipitazioni (mm)             | 50,2        | 71,2        | 60,5        | 45,7        | 43,4        | 29,5        | 23,6        | 32,2        | 45,4        | 67,7        | 67,0        | 60,1        | 181,5    | 149,6    | 85,3     | 180,1    | 596,5 |
| Giorni di pioggia               | 7           | 8           | 7           | 7           | 6           | 4           | 3           | 3           | 5           | 7           | 8           | 7           | 22       | 20       | 10       | 20       | 72    |
| Giorni di nebbia                | 9           | 6           | 7           | 6           | 3           | 2           | 1           | 2           | 5           | 10          | 10          | 11          | 26       | 16       | 5        | 25       | 72    |
| Umidità relativa media (%)      | 79          | 75          | 73          | 70          | 68          | 63          | 61          | 63          | 69          | 75          | 80          | 80          | 78       | 70,3     | 62,3     | 74,7     | 71,3  |

## Origini del nome
Secondo alcuni il nome della cittadina deriva dal nome latino di persona Cassius con l'aggiunta del suffisso -anus. Secondo altri il nome si riferisce all'antico culto per il dio Giano a cui era dedicato un piccolo tempio, ossia la casa Jani. Da questa circostanza sarebbe derivato il toponimo della città, Casa Jani. In realtà tale derivazione proposta dallo storico locale Nicola Alessandrelli è piuttosto dubbia, in quanto casa in latino corrisponde a domus. In epoca altoimperiale l'intera Puglia fu oggetto di centuriazione da parte dei Romani. Un'ipotesi alternativa è, dunque, che il nome derivi della gens Cassia.
Da scavi effettuati, pare che nell'attuale Piazzetta delle Quattro Colonne si incrociassero il cardo massimo (asse via Sanges-via Cavour) e il decumano massimo (asse via Gentile-via Magg. Turitto).
Cassano, inoltre, sorge su una bretella di collegamento tra la via Traiana e la Via Appia e parrebbe che la località fosse una stazione di sosta e di Camino dei cavalli.
Nel 1991 sotto la pavimentazione del Palazzo Miani è stato scoperto un mosaico romano che proverebbe l'esistenza in quel punto di una villa romana, in osservanza alla consuetudine di costruire gli edifici più importanti nei pressi dei crocevia più importanti.
In Italia sono presenti sette Cassano per cui nel 1862 è stato aggiunto anche "delle Murge" per distinguerlo dalle altre località. La specifica si riferisce al noto altopiano pugliese.

## Storia

### Epoca preistorica
Centinaia di manufatti in pietra, pitture, vari oggetti trovati nelle grotte intorno alla cittadina ci raccontano di insediamenti preistorici.
La recente scoperta di un menhir, risalente al 2500-2000 a.C. conferma, tra l'altro, l'antichità della presenza umana in queste contrade.

### Epoca romana
Le origini di Cassano sembrerebbero risalire all'età romana, come confermato da numerosi ritrovamenti archeologici, come il rinvenimento di un prezioso pavimento musivo del V secolo.
Sempre in età tardo antica, in un punto del territorio detto "Lago di Battaglia" ebbe luogo uno scontro relativo alla Guerra Greco Gotica fra l'esercito dell'Impero Romano d'Oriente e le truppe del goto Totila, durante il quale si sarebbe distinta, per coraggio, una donna cassanese vestita da guerriera, che sarebbe caduta eroicamente.
Ad onorarne la memoria, i compagni le eressero un monumento con un cumulo di pietre, detto ancora oggi "Specchia di femina morta".
A causa della tipica conformazione carsica del territorio, si trovano numerose grotte. La più grande si trova a circa 3 km dall'agglomerato urbano, la grotta detta "di Cristo", scoperta nel XVII secolo. A due km a est troviamo la grave di "Pasciullo", profonda 180 metri e tuttora da esplorare. A 3 km a sud-est, sgorga una sorgente chiamata "Pozzo di Conetto".
Indagini storiche hanno accertato l'esistenza di un tempio dedicato a Giano nel luogo in cui oggi si trova la chiesa del SS. Crocifisso.

### Simboli
Il primo simbolo di Cassano delle Murge era un pellicano con la sua pietà, rappresentazione allegorica di Cristo che si sacrifica per la salvezza degli uomini. Nel corso dell'Ottocento lo stemma comunale subì varie modifiche alternando o accompagnando il pellicano con l'immagine della Vergine Assunta affiancata da due angioletti o dai santi Nicola e Rocco.
Con decreto del capo del governo del 19 novembre 1934 venne formalizzata la rappresentazione definitiva della Madonna dell'Assunta in cielo, leggermente posata sulle nubi e coronata da due angioletti. Nella forma attuale il capo del Littorio di epoca fascista è sostituito da un capo di azzurro.
Il gonfalone, concesso con regio decreto del 23 agosto 1934, è costituito da un drappo di azzurro.

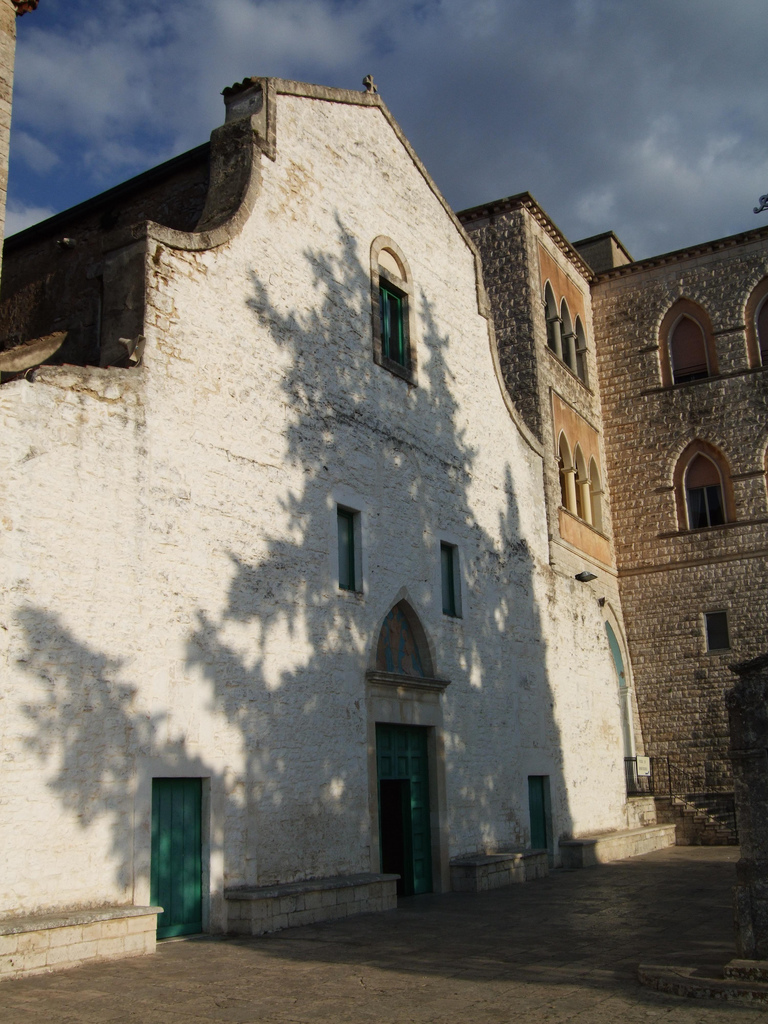
Convento di Maria Santissima degli Angeli

## Monumenti e luoghi d'interesse

### Monumenti religiosi
Chiese e cappelle situate in città:
- Convento di “ Santissima Maria degli Angeli”(1469 d.C.), con Sacra immagine del 742 d.C.
- Chiesa Madre di “Santa Maria Assunta”(1887 d.C.) con campanile in stile “romanico pugliese” (1348 d.C.)
- Chiesa di “Santa Maria delle Grazie”(1984 d.C.)
- Chiesa del “Santissimo Crocifisso”(1611 d.C.)
- Chiesa di “San Nicola” o del “Purgatorio”(1602 d.C.)
- Chiesa di “San Giuseppe”(1690 d.C.)
- Chiesa di “San Rocco”(1546 d.C.)
- Cappella dell'”Immacolata Concezione” (XVII/XX sec.)
- Cappella di “Santa Maria di Costantinopoli”(XIX sec.)
- Cappella di “Santo Stefano” (XVII sec.)
- Cappella di “Santa Maria dell'Aracoeli” (XIX sec.)
- Cappella di “Santa Maria dei Martiri”(1348 d.C.)- ATTUALMENTE SCONSACRATA
- CAPPELLE MINORI SITUATE FUORI CITTÀ:
- Cappella campestre di “Santa Lucia”(XVII/XX sec.), presso la collina “Santa Lucia”
- Cappella campestre di “Santa Maria della Scala” (XVII sec.), nella villa Pellerano
- Cappella campestre di “Santa Maria dell'Incoronata” (XX sec.), nell'omonimo borgo residenziale nei pressi della foresta “Mercadante”
- Cappella campestre di “Sant'Antonio da Padova” (XVIII sec.), nella foresta Mercadante
- Cappella campestre di “San Francesco da Paola” (XVII sec.) nell'omonima Contrada
- Cappella campestre di “San Pietro” (XVII sec.) in contrada Fasano
- Cappella rupestre dell”Immacolata Concezione” (XIX sec.) in contrada Macchie-Laudati
- Oasi di "Santa Maria" (XX sec.) sulla collina "Circito"
- Chiesa campestre di “Eremo San Giuseppe” (XX sec.) retrostante l'Oasi "Santa Maria" già Masseria fortificata del Seicento.

### Architetture civili
- Palazzo Marchesale Miani-Perotti progettato (1763) dall'architetto cassanese Vincenzo Ruffo in stile tardo barocco, ora sede della Pinacoteca e della Biblioteca Comunale.
- Palazzo Comunale

## Società

### Evoluzione demografica
Abitanti censiti

### Etnie e minoranze straniere
Gli stranieri residenti nel comune al 2024 risultano 737. Di seguito sono riportati i gruppi più consistenti:
- Albania, 226
- Romania, 109
- Nigeria, 107

## Cultura

### Istruzione

#### Scuole
A Cassano delle Murge ha sede l'Istituto di Istruzione Secondaria Superiore "Leonardo da Vinci".

### Cinema
Il comune di Cassano delle Murge si è trasformato in un set cinematografico in più occasioni.
Il regista milanese Nello Mauri realizzò tra il 1930 e il 1931 uno degli ultimi film muti del cinema Italiano, terzo dei film muti girati in Puglia. Idillio infranto, questo il titolo, aveva protagonista femminile Ida Mantovani e un cast di attori dilettanti, con Michele Silecchia e Filippo Ilbello. Furono effettuate le riprese dal fotografo Raul Perugini e alcune scene furono filmate nelle campagne della Murgia, presso Cassano delle Murge. La pellicola, in bianco e nero, ha una durata di 53 minuti.
Altra pellicola è Tre fratelli (1981) un film di Francesco Rosi con Michele Placido, Philippe Noiret, Vittorio Mezzogiorno, Charles Vanel.
Nel 2004 il regista pugliese Sergio Rubini vi ha girato L'amore ritorna, con Margherita Buy e Mariangela Melato.

### Arte
Nel 2016 si e tenuto l'Apulia Land Art Festival (ALAF) a cura di Massimo Nardi. Oltre 20 paesi nel mondo, accettando domande da quasi 100 artisti, ed invitandone, su provvedimento finale, 11. Ambascerie di ogni cultura, gli artisti di questa edizione di ALAF si caratterizzano per curricula estremamente diversi, eterogenei e, allo stesso tempo, complementari. Harvard, Cambridge, University College of London, IED, Accademia di Bulgaria e tante altre sono le istituzioni rappresentate, creando un urbi et orbi dell’arte nel silvanico Bosco di Mesola, una periferia delle periferie che, come previsto dagli statement del festival, diventa, per una settimana, una delle protagoniste della scena artistica contemporanea italiana

## Economia

### Artigianato
Tra le attività più tradizionali e rinomate vi sono quelle artigianali, che si distinguono per la lavorazione di vimini e giunchi, finalizzati alla realizzazione di oggetti d'arredo.

## Amministrazione
Di seguito è presentata una tabella relativa alle amministrazioni che si sono succedute in questo comune.
| Periodo         | Periodo           | Primo cittadino            | Partito                                      | Carica                  | Note          |
| --------------- | ----------------- | -------------------------- | -------------------------------------------- | ----------------------- | ------------- |
| 12 maggio 1986  | 14 luglio 1990    | Armando Giorgio            | Democrazia Cristiana                         | Sindaco                 | [ 11 ]        |
| 14 luglio 1990  | 25 settembre 1991 | Paolo Nuzzaco              | Democrazia Cristiana                         | Sindaco                 | [ 11 ]        |
| 26 ottobre 1991 | 24 aprile 1995    | Giuseppe Leporale          | Partito Repubblicano Italiano                | Sindaco                 | [ 11 ]        |
| 24 aprile 1995  | 14 giugno 1999    | Giuseppe Antonio Leporale  | Centro-sinistra                              | Sindaco                 | [ 11 ]        |
| 14 giugno 1999  | 14 giugno 2004    | Giuseppe Gentile           | Centro-sinistra                              | Sindaco                 | [ 11 ]        |
| 14 giugno 2004  | 8 giugno 2009     | Giuseppe Gentile           | Lista civica                                 | Sindaco                 | [ 11 ]        |
| 9 giugno 2009   | 26 maggio 2014    | Maria Pia Di Medio         | Lista civica                                 | Sindaco                 | [ 11 ]        |
| 26 maggio 2014  | 7 dicembre 2016   | Vito Domenico Lionetti     | Lista civica Rinascita verso nuovi orizzonti | Sindaco                 | [ 11 ]        |
| 9 dicembre 2016 | 12 giugno 2017    | Francesco Antonio Cappetta | -                                            | Commissario prefettizio | [ 11 ] [ 12 ] |
| 12 giugno 2017  | 12 giugno 2022    | Maria Pia Di Medio         | Lista civica X te                            | Sindaco                 | [ 11 ] [ 13 ] |
| 12 giugno 2022  | in carica         | Davide Del Re              | Lista civica Èvviva Cassano                  | Sindaco                 |               |

## Sport
- ASD Atletico Cassano - Società dilettantistica di calcio a 5 militante nel campionato di serie A2.
- ASD Volley Cassano - Società dilettantistica di pallavolo militante nel settore giovanile e in serie D.
- ASD Cassano skating - Società dilettantistica di pattinaggio artistico a rotelle che partecipa annualmente a campionati di livello regionale e nazionale.